# Oberneukirchen, Oberösterreich
Oberneukirchen är en ort och  kommun i Österrike. Den ligger i distriktet Urfahr-Umgebung i förbundslandet Oberösterreich,  150 kilometer väster om huvudstaden Wien. 
Kommunen består av 23 orter (Ortschaften) (inom parentes invånarantal 1 januari 2024):

- Amesschlag (96)
- Froschau (113)
- Fuchsgraben (70)
- Höf (117)
- In der Au (30)
- Kleintraberg (19)
- Königsberg (41)
- Königsdorf (33)
- Lobenstein (189)
- Mitterfeld (130)
- Oberneukirchen (1 186)
- Oberwaldschlag (93)
- Punzing (86)
- Reindlsedt (60)
- Schaffetschlag (128)
- Schallenberg (10)
- Schauerschlag (42)
- Teichfeld (39)
- Traberg (366)
- Unterbrunnwald (7)
- Unterwaldschlag (110)
- Waxenberg (236)
- Wögersdorf (28)